# Уколофф, Ролан
Ролан Уколофф (род. 28 сентября 1951) — французский самбист и дзюдоист, серебряный (1980, 1981) и бронзовый (1978, 1979) призёр чемпионатов Франции по дзюдо, призёр международных турниров, бронзовый призёр чемпионата Европы по самбо 1982 года, участник чемпионата мира по самбо 1982 года (5-е место). По самбо выступал в полутяжёлой весовой категории (до 100 кг). Был президентом клуба дзюдо «Cognin».

## Чемпионаты Франции
- Чемпионат Франции по дзюдо 1978 года —  (до 95 кг);
- Чемпионат Франции по дзюдо 1979 года —  (свыше 95 кг);
- Чемпионат Франции по дзюдо 1979 года —  (абсолютная категория);
- Чемпионат Франции по дзюдо 1980 года —  (свыше 95 кг);
- Чемпионат Франции по дзюдо 1981 года —  (свыше 95 кг);